# Nachal Ajun
Nachal Ajun (hebrejsky: נחל עיון) je stálý vodní tok o délce 7 kilometrů v Libanonu a Izraeli.

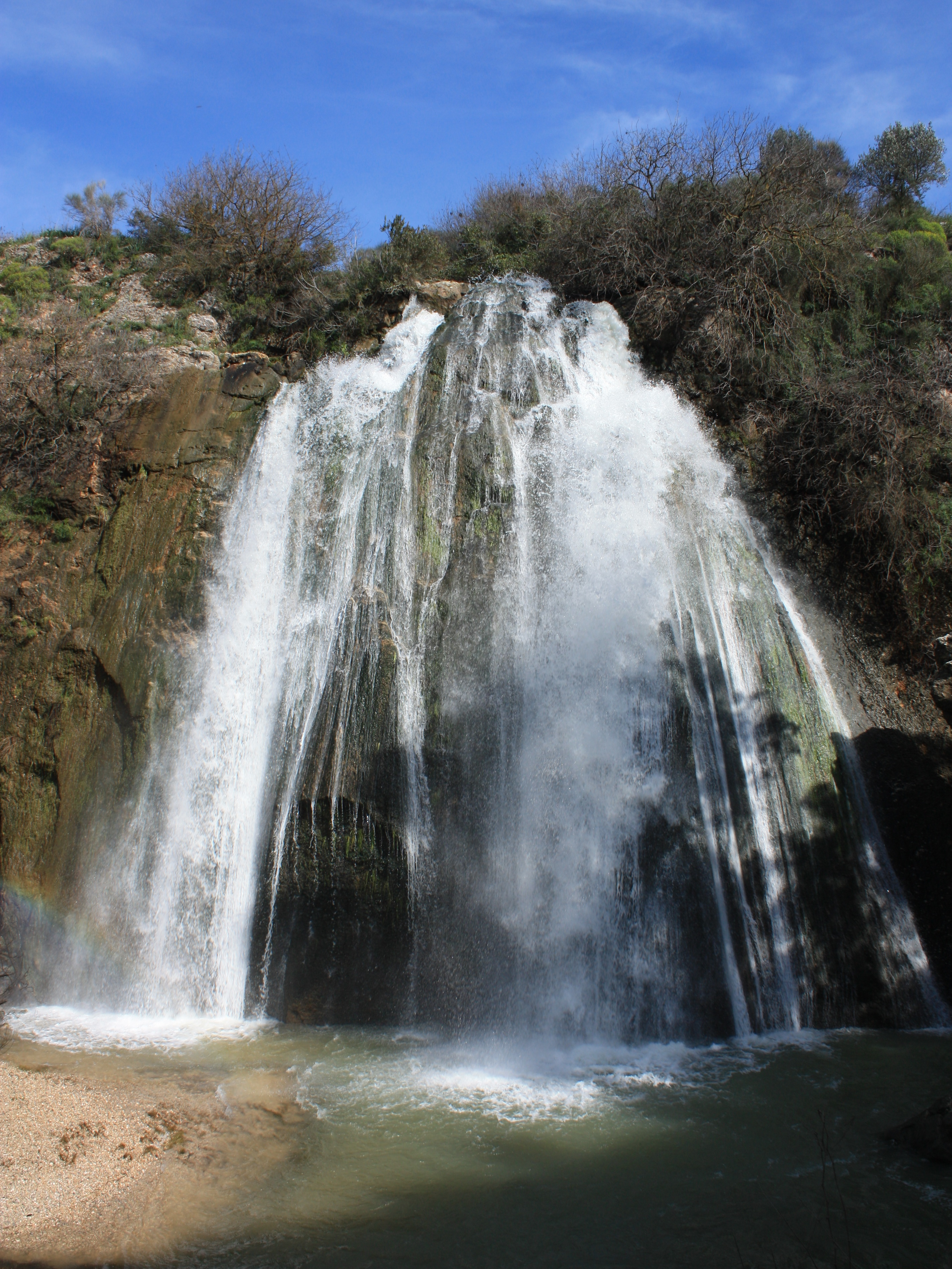
Vodopád na Nachal Ajun

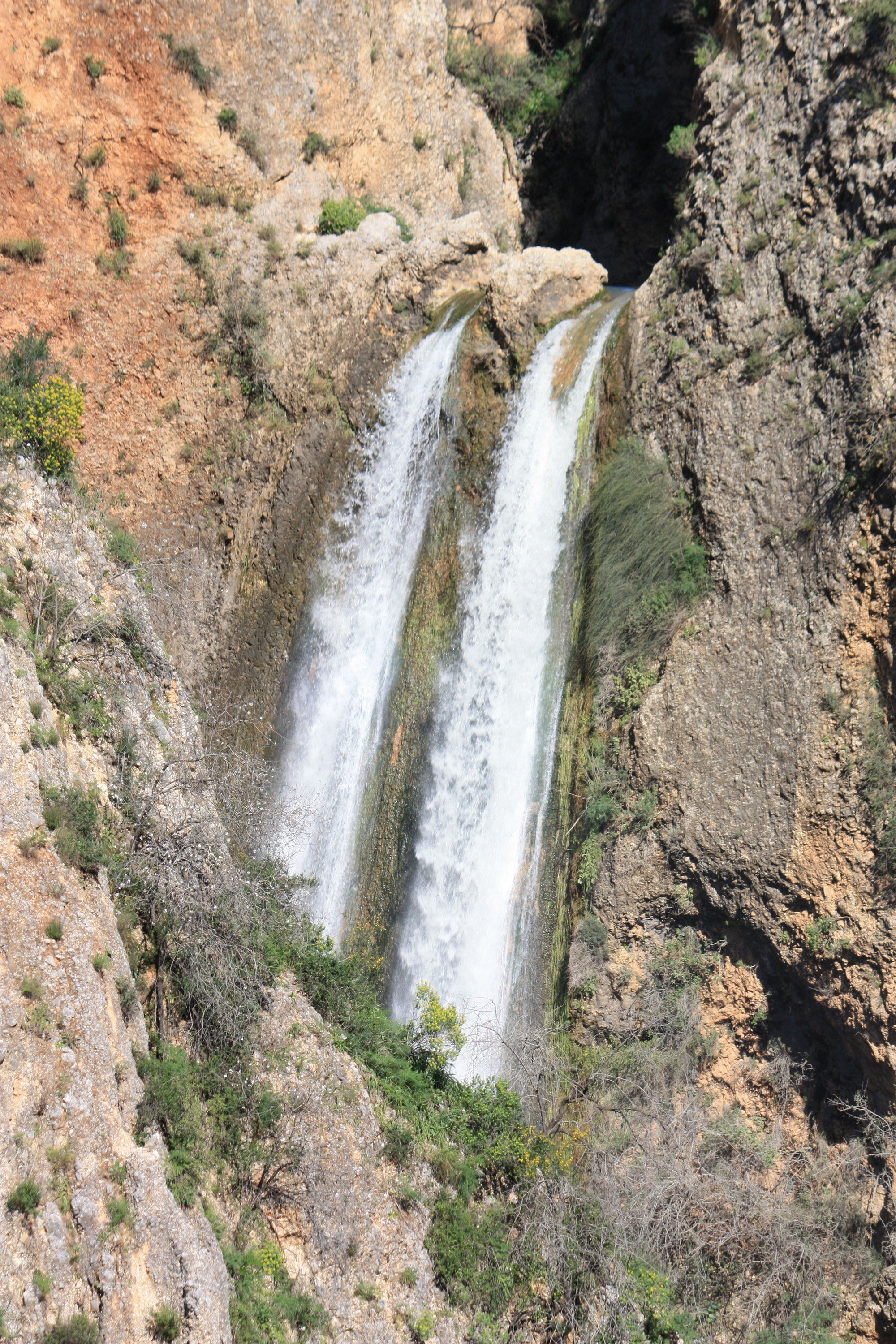
Vodopád ha-Tanur na Nachal Ajun

Začíná v Libanonu, v údolí poblíž města Mardžajun. Na území Izraele vstupuje poblíž města Metula, které míjí z východní strany. Je zde začleněn do přírodní rezervace Nachal Ajun o ploše cca 400 dunamů (0,4 kilometru čtverečního). Vede tu přes Nachal Ajun most, který byl v roce 1946 zničen židovskými ozbrojenci v rámci protibritské akce Noc mostů. Úřady britské mandátní správy pak most opravily. Znovu byl ale zničen židovskými silami v roce 1948 tak, aby během války za nezávislost nesloužil jako nástupní prostor pro arabských invazních jednotek ze Sýrie a Libanonu. Na toku Nachal Ajun se zde nachází i několik vodopádů. Jeden o výšce 9 metrů, druhý o výšce 22 metrů (poblíž něj stával mlýn, který sloužil do roku 1920). Následuje série vodních kaskád a pak poslední vodopád Mapal ha-Tanur o výšce 30 metrů. Už od 20. let 20. století bylo okolí Nachal Ajun turisticky využíváno.
Od Metuly pokračuje Nachal Ajun jižním směrem skrz úrodné údolí. Z východu míjí vesnice Kfar Gil'adi a město Kirjat Šmona. Zprava přijímá z horského hřebenu Naftali vádí Nachal Misgav a Nachal ha-Šomer. Pak ústí do řeky Snir, která je jedním ze zdrojů řeky Jordán.